# ASTER

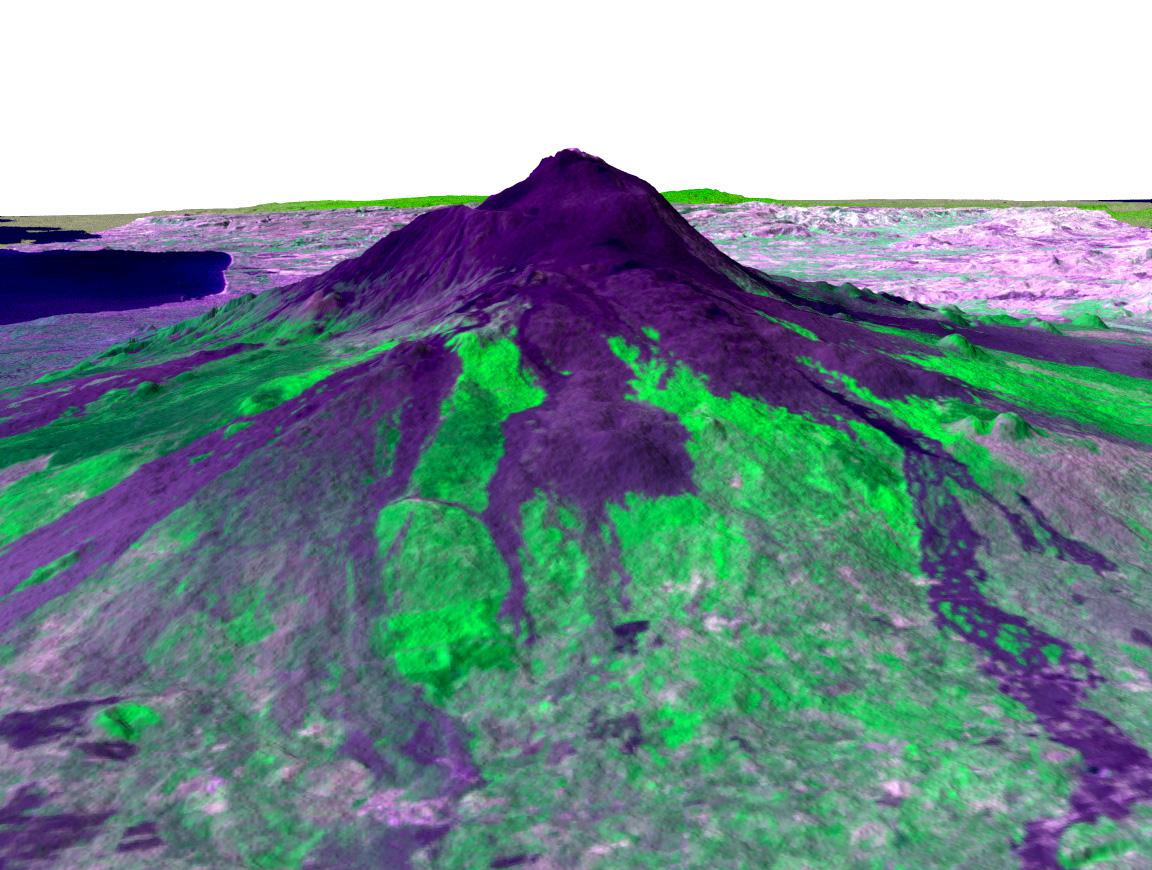
Imatge del sensor ASTER damunt d'un Model Digital del Terreny del volcà Etna

ASTER (Advanced Spaceborne Thermal Emission and Reflection Radiometer traduït com Radiòmetre Avançat d'Emissió Tèrmica i Reflexió Espacial) és un dels cinc sensors de teledetecció instal·lats a bord del Satèl·lit Terra llançat a l'òrbita de la Terra per la NASA l'any 1999. Aquest sensor ha estat arreplegant dades des de febrer de 2000 i va ser dissenyat i fabricat pel Ministeri d'Economia, Comerç i Industria del Japó (METI).
El sensor ASTER proporciona imatges d'alta resolució de la Terra en 15 bandes espectrals diferents de l'espectre electromagnètic que van des de la llum visible fins a la llum infraroja tèrmica. La resolució angular de les imatges proporcionades està entre els 15 i els 90 metres. La informació proporcionada per aquest sensor és utilitzada per a crear mapes detallats de temperatura superficial del terreny, emissivitat, reflectància i elevació.

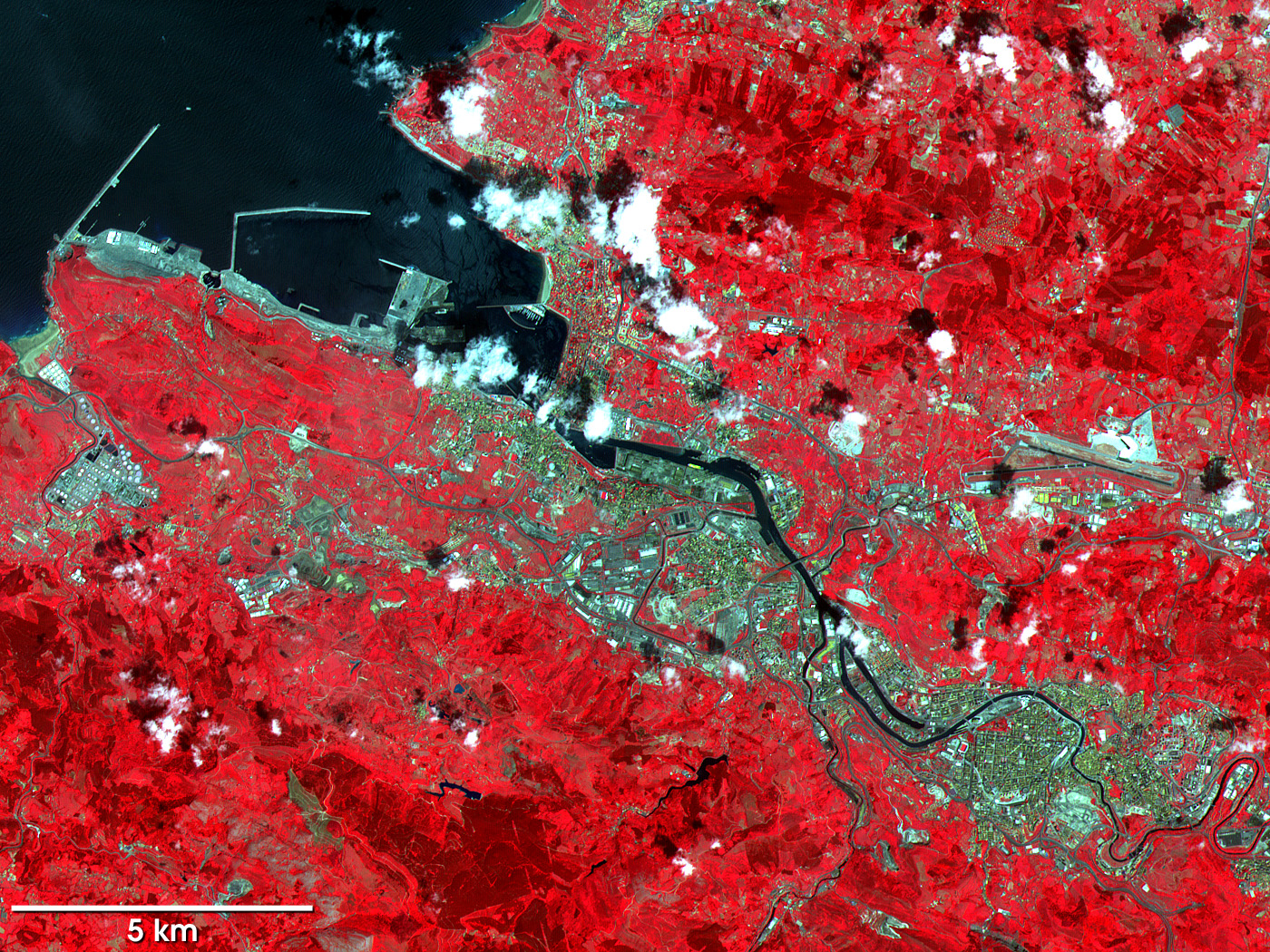
Imatge del sensor ASTER de la ciutat de Bilbao

Entre la informació més destacable que hi ha aconseguit aquest sensor es troba el mapa topogràfic (més conegut com a Model Digital d'Elevació Global, GMDE) més complet del planeta Terra a partir de les 1,3 milions d'esteropars d'imatges que hi ha aconseguit i que es va publicar el 29 de juny de 2009 de manera gratuïta. Aquest MDE suposa una cobertura planetària del 99% de la superfície terrestre arribant des d'una latitud de 83º Nord fins a 83º Sud amb una resolució espacial de 30 metres (98 peus).

## Bandes de l'ASTER

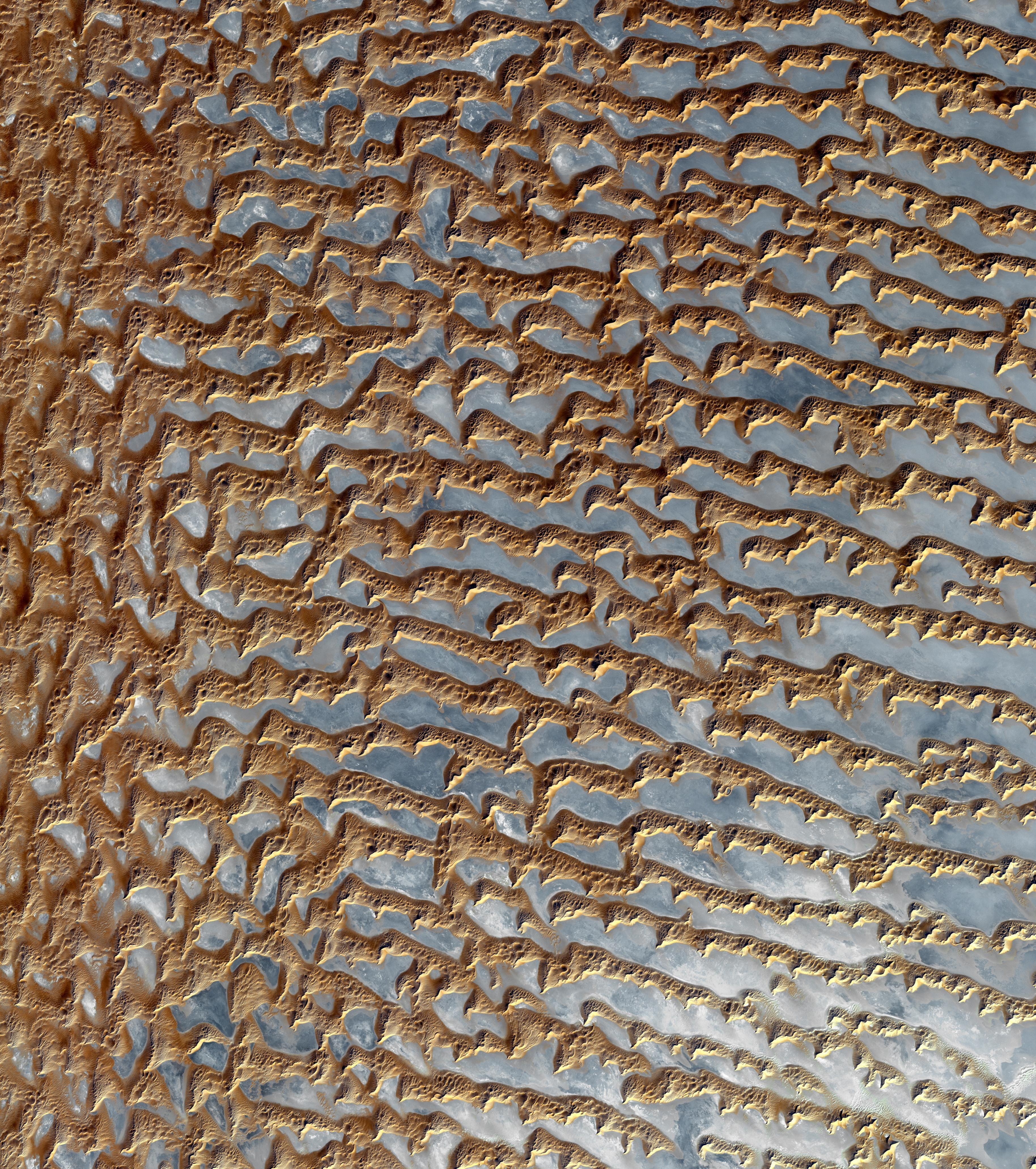
Imatge obtinguda per l'ASTER del desert Rub' al Khali a Aràbia.

| Banda | Denominació | Longitud d'ona (µm) | Resolució (m) | Nadir o Revers | Descripció                                |
| ----- | ----------- | ------------------- | ------------- | -------------- | ----------------------------------------- |
| B1    | VNIR_Band1  | 0.520-0.600         | 15m           | Nadir          | Verd/Groc visibles                        |
| B2    | VNIR_Band2  | 0.630-0.690         | 15m           | Nadir          | Roig visible                              |
| B3    | VNIR_Band3N | 0.760-0.860         | 15m           | Nadir          | Infraroig proper                          |
| B4    | VNIR_Band3B | 0.760-0.860         | 15m           | Revers         | Infraroig proper                          |
|       |             |                     |               |                |                                           |
| B5    | SWIR_Band4  | 1.600-1.700         | 30m           | Nadir          | Infraroig d'ona curta                     |
| B6    | SWIR_Band5  | 2.145-2.185         | 30m           | Nadir          | Infraroig d'ona curta                     |
| B7    | SWIR_Band6  | 2.185-2.225         | 30m           | Nadir          | Infraroig d'ona curta                     |
| B8    | SWIR_Band7  | 2.235-2.285         | 30m           | Nadir          | Infraroig d'ona curta                     |
| B9    | SWIR_Band8  | 2.295-2.365         | 30m           | Nadir          | Infraroig d'ona curta                     |
| B10   | SWIR_Band9  | 2.360-2.430         | 30m           | Nadir          | Infraroig d'ona curta                     |
|       |             |                     |               |                |                                           |
| B11   | TIR_Band10  | 8.125-8.475         | 90m           | Nadir          | Infraroig d'ona llarga o Infraroig tèrmic |
| B12   | TIR_Band11  | 8.475-8.825         | 90m           | Nadir          | Infraroig d'ona llarga o Infraroig tèrmic |
| B13   | TIR_Band12  | 8.925-9.275         | 90m           | Nadir          | Infraroig d'ona llarga o Infraroig tèrmic |
| B14   | TIR_Band13  | 10.250-10.950       | 90m           | Nadir          | Infraroig d'ona llarga o Infraroig tèrmic |
| B15   | TIR_Band14  | 10.950-11.650       | 90m           | Nadir          | Infraroig d'ona llarga o Infraroig tèrmic |